# Cryptocephalus bahilloi
Cryptocephalus bahilloi es una especie de insecto coleóptero de la familia Chrysomelidae.
Cryptocephalus bahilloi fue descrito científicamente por primera vez en 2003 por López-Colon.
Es endémico del centro de España.